# Laura Cheie
Laura Cheie (* 5. März 1969 in Șieu, Kreis Bistrița-Năsăud, Rumänien) ist eine rumänische Germanistin am Lehrstuhl der Universität des Westens Timișoara, Rumänien und war Kulturattaché der rumänischen Botschaft in Wien, Österreich.

## Leben
Laura Cheie erhielt ihre deutsche Schulausbildung am Nikolaus Lenau Lyzeum in Timișoara (deutsch Temeswar), danach studierte sie zwischen 1987 und 1992 Rumänistik und Germanistik an der Universität des Westens Timișoara. Seit Oktober 1992 ist sie an dieser Universität am Lehrstuhl für Germanistik beschäftigt, zunächst als Hilfsassistentin, dann ab 1996 als Assistentin, und seit 2002 als Lektorin für neuere deutsche Literatur.
Zum Studium und zur Forschungs im Ausland arbeitete Cheie von Oktober 1993 bis Juli 1994 an die Eberhard Karls Universität Tübingen, mit einem Stipendium des Deutschen Akademischen Austauschdienstes (DAAD), im Fachbereich Neuere Deutsche Literatur. Die Epoche des Expressionismus., sowie zwischen November 1995 und November 1997 am Forschungsinstitut Brenner-Archiv der Leopold-Franzens-Universität Innsbruck in Österreich, mit einem Franz-Werfel-Stipendium, im Fachbereich Neuere deutsche Literatur. Die Literatur des Expressionismus. Die Lyrik Georg Trakls.
Im Juni 1998 war sie Mitveranstalterin des Ersten rumänisch-österreichischen Symposiums Temeswar–Innsbruck, und im Oktober 2000 Mitveranstalterin des Zweiten rumänisch-österreichischen Symposiums Temeswar–Innsbruck.
Seit 1995 ist Laura Cheie Mitglied der Societății Germaniștilor din România (Gesellschaft der Germanisten Rumäniens) und seit 1997 Mitglied der Österreichischen Gesellschaft für Germanistik.
Ihr Doktorat erhielt Cheie am 24. Oktober 2000 für Arbeiten an der Universität Innsbruck (Die Poetik des Obsessiven bei Georg Trakl und George Bacovia) bei Walter Methlagl als Doktorvater.
Laura Cheie war von Dezember 2002 bis Juni 2006 Gastlektorin an der Universität Wien. Sie publizierte außerdem wissenschaftliche Arbeiten zu Werken von Robert Musil, Franz Kafka, Eugen Barbu, Marie Luise Kaschnitz, und Alfred Kubin. Öffentliche Auftritte mit Lesungen hatte sie u. a. im Literaturhaus am Inn, bei der Salzburger Buchwoche, am Humboldt-Kolleg in Szeged, Ungarn vom 27. bis 29. September 2007, über Interkulturalität und Interdisziplinarität während der VIII. Arbeitstagung Kronstädter Germanistik 2005, und über Linguistik und Literaturwissenschaft in Mittel- und Osteuropa – Tendenzen der rumänischen Gegenwartsliteratur am 7. Dezember 2004 in der Dokumentationsstelle für ost- und mitteleuropäische Literatur (DomL) in Wien.
Am 10. Oktober 2007 wurde Laura Cheie zur Ersten Botschaftssekretärin und zum Kulturattaché der rumänischen Botschaft in Wien ernannt. Im Rahmen von Sparmaßnahmen anlässlich der globalen Wirtschaftskrise strich das rumänische Außenministerium einige Stellen, darunter auch die des Kulturattachés an der Rumänischen Botschaft in Wien. Laura Cheies Mandat endete am 15. August 2009, wonach sie zu ihrer Tätigkeit an der Universität des Westens in Timișoara zurückkehrte.

## Veröffentlichungen

### Bücher
- Die Poetik des Obsessiven bei Georg Trakl und George Bacovia. Trakl-Studien, vol. XXII, Otto Müller Verlag, Salzburg/Wien 2004, S. 219.

Die Dissertation erschien 2004 in einer Reihe von Trakl-Studien des österreichischen Otto Müller Verlags und war der erste komparatistisch angelegter Band seiner Reihe. Im selben Jahr wurde er  in der Trakl-Gedenkstätte in Salzburg vorgestellt.

### Aufsätze (Auswahl)
- Hermeneutica destrămării la George Bacovia și Georg Trakl. In Studii de literatură română și comparată. Bd. XII–XIII, Timișoara 1994, S. 261–276.
- Individuum als Relationsbegriff. Bemerkungen über eine rezessive Auffassung in der literarischen Moderne. In Roxana Nubert (Hrsg.): Temeswarer Beiträge zur Germanistik. Bd. 1, Mirton, Timișoara 1997, S. 333–339.
- Sprachgebärden und Gebärdensprachen in der Lyrik Georg Trakls. Glossen zur Bewegungskultur der Jahrhundertwende und des Frühexpressionismus. In: Walter Methlagl, Ursula A. Schneider (Hrsg.): Mitteilungen aus dem Brenner – Archiv. Nr. 16, Innsbruck 1997, S. 8–20.
- „Erlkönig“ – Nachklänge in den Gedichten Georg Trakls. In: George Guțu (Hrsg.): Wehn vom schwarzen Meer… Literaturwissenschaftliche Aufsätze. GGR – Beiträge zur Germanistik 2, Paideia, Bukarest 1998, S. 84–99.
- Mit Georg Trakl: An die Schwester. Noten zur Poetik eines obsessiven Denkens. In: Analele Universității din Timișoara. Nr. XXXIV–XXXV, 1996–1997, S. 363–369.
- Gratwanderungen der Moderne. Alfred Kubins „Psychographik“. In: Analele Universității din Timișoara. Nr. XXXVI–XXXVII, 1998–1999, S. 249–257.
- Obsesia modelatoare în lirica lui George Bacovia. In: Analele Universității din Timișoara. Nr. XXXVIII, 2000, S. 275–286.
- Landschaften der Seele bei Georg Trakl und George Bacovia. In: Studii de literatura română și comparată. Bd. XVI–XVII, Ed. Universității de Vest, Timișoara 2001, S. 199–216, und in: Deutsche Regionalliteratur im Banat und in Siebenbürgen im Vielvölkerraum. Bd. 2 der Karl-Kurt-Klein-Reihe, hrsg. von Horst Fassel, Presa Universitară Clujeană, Cluj 2002, S. 157–168.
- Zur Rezeption des Werkes von Georg Trakl in Rumänien. In: Roxana Nubert (Hrsg.): Temeswarer Beiträge zur Germanistik. Bd. 3, Ed. Mirton, Timișoara 2001, S. 55–61.
- Schriftbilder und Bilderschriften der Moderne (Alfred Kubin, Oskar Kokoschka, Paul Klee). In: ZGR. Heft 1–2 (19–20), Ed. Paideia, Bukarest 2001, S. 92–99.
- Ausbruch aus der Kälte. Körperbilder in den Erzählungen „Das dicke Kind“ und „Die Füße im Feuer“ von Marie Luise Kaschnitz. In: Kronstädter Beiträge zur Germanistischen Forschung. Bd. 5, hrsg. von Carmen Elisabeth Puchianu, Aldus, Brașov 2002, S. 11–19.
- Phänomenologie und Poetik des Wasserbildes bei Georg Trakl. In: Germanistische Beiträge. Heft 17 / 18, hrsg. vom Lehrstuhl für Germanistik der Lucian-Blaga-Universität Sibiu/Hermannstadt, Universitätsverlag 2003/2004, S. 6–17; und in Zeitschrift der Germanisten Rumäniens (ZGR), Heft 26, 2004, Ed. Paideia, Bukarest.
- Mit Marie Eugenie Delle Grazie, Josef Gabriel der Ältere, Josef Gabriel der Jüngere, Irene Mokka: Dicționar al Scriitorilor din Banat. Ausgabe der West-Universität Timișoara, Timișoara 2005, S. 333–336; 336–338; 349–355; 507–511.
- Die Wiedergeburt eines Dichters. Zur Trakl-Rezeption in der Bacovia-Forschung. In: Hainz Martin, Kiraly Edit, Schmidt-Dengler (Hrsg.): Zwischen Sprachen unterwegs. Praesens Verlag, Wien 2006, S. 161–179.
- Lakonische Gegenrhythmen und Gegenworte in der Lyrik von Reiner Kunze. In: Kronstädter Beiträge zur Germanistischen Forschung. Bd. VIII, hrsg. von. Carmen Elisabeth Puchianu, Aldus, Kronstadt 2006, S. 67–80.
- Wege zum lakonischen Gedicht in der Kurzlyrik des Expressionismus. In: Temeswarer Beiträge zur Germanistik. Bd. 5, Mirton, Timișoara 2006, S. 299–316.
- Härtegrade der Lyrik: Georg Trakl und Günter Eich. In: Mitteilungen aus dem Brenner-Archiv. Nr. 24–25/2005-06, Innsbruck 2006, S. 151–164.
- Insularité des écrivains germanophones du Banat? In: Le Banat: un eldorado aux confins. Textes réunis par Adriana Babeți, coordonation éditoriale Cécile Kovacshazy, Cultures d’Europe Centrale – Hors série N0 4, Université de Paris – Sorbonne (Paris IV) 2007, S. 129–141.
- Aufbruch und Ende. Ernst Stadlers Kampf um die Synthese. West-Universität Timișoara, ohne Jahr, 46S.[12]
- Kippfigur Wiederholung. In: Károly Csúri, Joachim Jacob (Hrsg.): Prinzip Wiederholung. Zur Ästhetik von System- und Sinnbildung in Literatur, Kunst und Kultur aus interdisziplinärer Sicht. Aisthesis Verlag, Bielefeld 2015, S. 403–416.[13]

### Rezensionen
- Laura Cheie, Eminescu și „romantismul negru“, recenzie la: Der Abendstern. Gedichte, rumänisch – deutsch, nach einer Interlinearübersetzung von Geraldine Gabor. In deutsche Verse gebracht von Ernst-Jürgen Dreyer, mit einem Nachwort von Geraldine Gabor und Ernst-Jürgen Dreyer, Dieterich’sche Verlagsbuchhandlung, Mainz 1999, S. 174, in “Orizont”, Nr. 7 (1426), 20. Juli 2001, S. 29.

### Anthologien
- Nikolaus Lenau, Blick in den Strom / Privire în fluviu. Ediție bilingvă jubiliară îngrijită de Laura Cheie și Eleonora Pascu, Postfață de Eleonora Pascu, Ed. Marineasa, Timișoara 2002.